# San Pablo (Zamboanga del Sur)
San Pablo is een gemeente in de Filipijnse provincie Zamboanga del Sur op het eiland Mindanao. Bij de laatste census in 2007 had de gemeente bijna 26 duizend inwoners.

## Geografie

### Bestuurlijke indeling
San Pablo is onderverdeeld in de volgende 25 barangays:
| - Bag-ong Misamis - Bubual - Buton - Culasian - Daplayan - Kalilangan - Kapamanok - Kondum - Lumbayao - Mabuhay - Marcos Village - Miasin - Molansong - Pantad | - Pao - Payag - Poblacion - Pongapong - Sacbulan - Sagasan - San Juan - Senior - Songgoy - Tandubuay - Taniapan - Ticala Island - Tubo-pait - Villakapa |

## Demografie
San Pablo had bij de census van 2007 een inwoneraantal van 25.575 mensen. Dit zijn 2.125 mensen (9,1%) meer dan bij de vorige census van 2000. De gemiddelde jaarlijkse groei komt daarmee uit op 1,20%, hetgeen lager is dan het landelijk jaarlijks gemiddelde over deze periode (2,04%). Vergeleken met de census van 1995 is het aantal mensen met 2.428 (10,5%) toegenomen.

De bevolkingsdichtheid van San Pablo was ten tijde van de laatste census, met 25.575 inwoners op 149,9 km², 170,6 mensen per km².